# Hirose Tansō

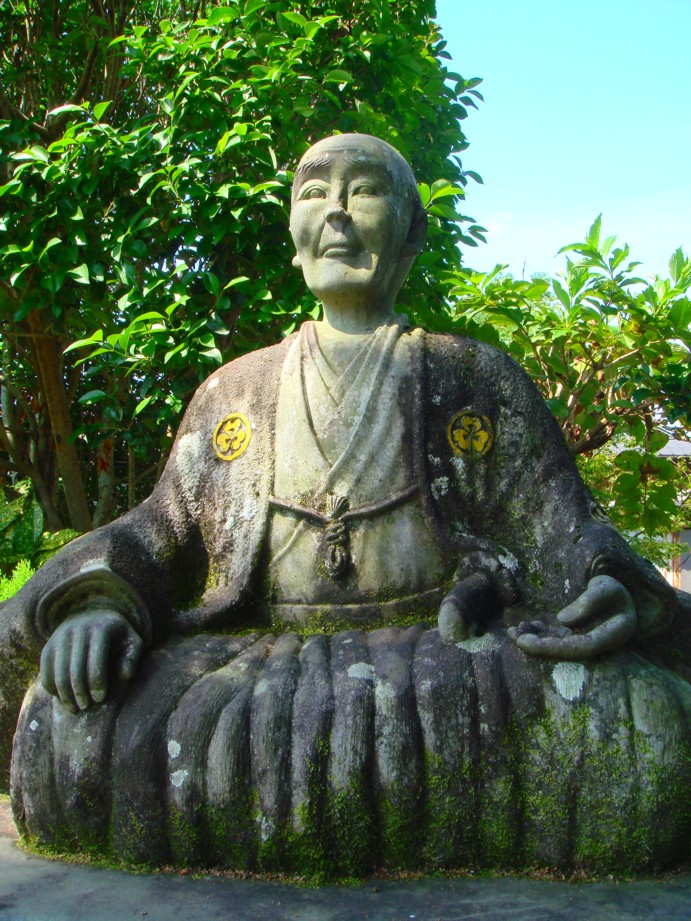
Steinstatue von Hirose Tansō in Hita in der Präfektur Ōita

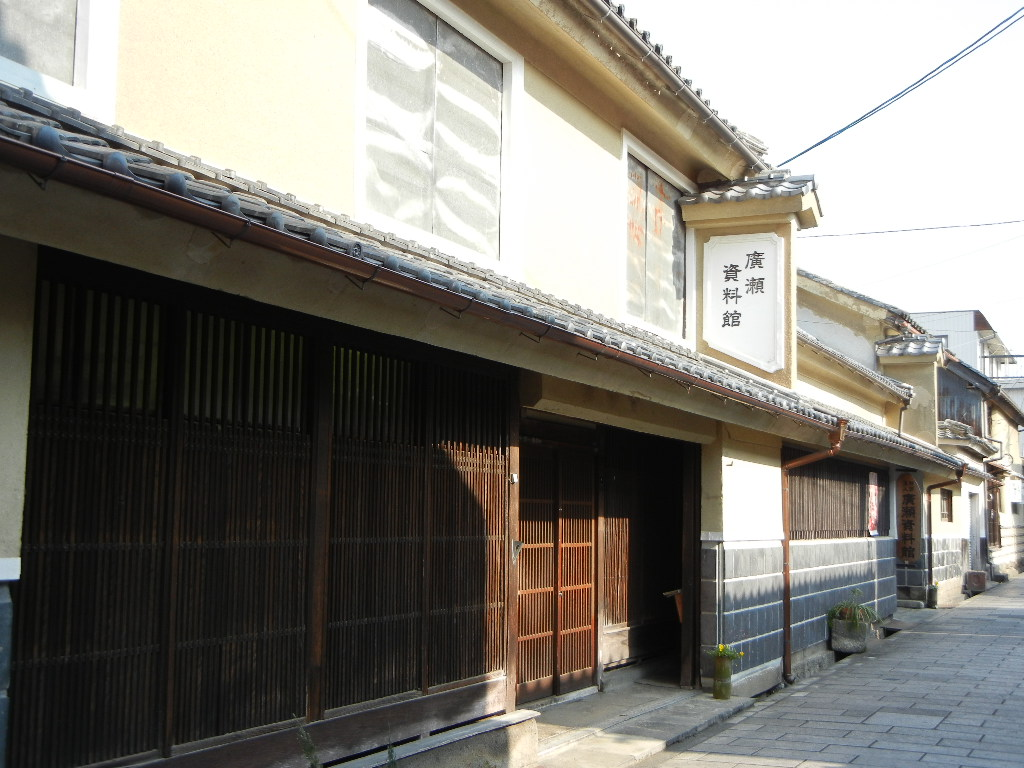
Haus der Familie Hirose in Mameda-machi (Hita), heute "Hirose Museum"

Hirose Tansō (japanisch 広瀬 淡窓; * 22. Mai 1782 in der Siedlung Mameda-machi, Landbezirk Hita, Provinz Bungo (heute Teil der Stadt Hita, Präfektur Ōita, Japan); † 28. November 1856 daselbst) war ein neokonfuzianischer Gelehrter, Pädagoge und Schriftsteller.

## Leben und Wirken
Der aus einer wohlhabenden Kaufmannsfamilie stammende Hirose gründete 1805 die neokonfuzianische Akademie Kangien (咸宜園). Die Schule wurde zu Lebzeiten Hiroses von dreitausend, bis 1871 von mehr als viertausend jungen Männern aus ganz Japan durchlaufen. Unter ihren Absolventen finden sich buddhistische Mönche, Konfuzianer, Ärzte der traditionellen chinesischen und der westeuropäischen Medizin, Politiker und Verwaltungsangestellte, Kaufleute, Landwirte und Samurais.
Eine Sammlung seiner Gedichte veröffentlichte Hirose 1837, eine dreibändige Ausgabe seiner Schriften erschien unter dem Titel Tansō zenshū (淡窓全集) zwischen 1925 und 1927.